# Hans Baltisberger
Hans Baltisberger (Betzingen, 10 de septiembre de 1922-Brno, 26 de agosto de 1956) fue un piloto alemán de motociclismo, que participó en el Campeonato del Mundo de Motociclismo desde la temporada 1951 hasta su muerte durante la temporada 1956.

## Biografía
Hans Baltisberger era hijo del médico Dr. Wilhelm Baltisberger. Estudió en las Academias de arte de París y Amberes y ejerció como artista gráfico después de la Segunda Guerra Mundial, donde fundó su propia empresa. En 1947 asistió a una carrera de motos por primera vez y comenzó a correr con una Victoria de 250 cc.
En 1948, recibió su licencia nacional de carreras y empezó a ganar carreras con una Norton CS1 de 1937. En 1951, estuvo al frente del campeonato nacional pero, en la última carreta en favor de Roland Schnell. En ese año, Baltisberger hizo su debut en el Campeonato del Mundo de Motociclismo acabando séptimo en el Gran Premio de Suiza. Al año siguiente, conseguiría su primer punto del Mundial al quedar sexto en el Gran Premio de Alemania pero también logró el tercer puesto en Munich y Hamburger Stadtparkrennen y quedó sexto en el campeonato alemán.
En la temporada 1954, Hans Baltisberger fue contratado por el equipo de fábrica de NSU para conducir las cilindradas de 125 y  250 cc y se convirtió en compañero de equipo de Werner Haas, Rupert Hollaus y Hermann Paul Müller. En el Campeonato del Mundo, el equipo marcó inmediatamente la pauta. Ya en la carrera inaugural, en el GP de Francia, ocuparon los cuatro primeros lugares en la categoría de 250 cc En el Gran Premio de Úlster, los pilotos de NSU también estuvieron muy bien igualados: Hans Baltisberger, Werner Haas y Rupert Hollaus, los tres condujeron en el mismo tiempo en la carrera de 250 cc, pero Baltisberger llegó en segundo lugar, a sólo dos décimas de Werner Haas. En la carrera de 125 cc volvieron a ocupar los cuatro primeros puestos, con Baltisberger en tercer lugar. Durante el Gran Premio de Alemania (Gran Premio de Alemania 1954 Road Race), Hans Baltisberger sufrió una fuerte caída y se fracturó un tobillo y un omóplato, lo que le obligó a terminar su temporada prematuramente. Terminó la temporada sexto en la categoría de 125 cc y quinto en la categoría de 250 cc.
En la temporada 1955, Karl Kleinbach había construido una moto competitiva basada en la NSU Max 251 OSB pero fuera de la fábricaː la NSU Sportmax. Baltisberger compró la máquina y se centró principalmente en competiciones internacionales. Sin embargo, su único hecho remarcable fue el podio en la carrera de 250 cc del Gran Premio de las Naciones a tan solo tres décimas de Carlo Ubbiali. También se convirtió en el campeón de 250 cc de Alemania.
Al año siguiente, comenzó con victorias en el Circuito de Floreffe y dos victorias en Tubbergen, en el Gran Premio del Adriático y en Sachsenring. Fue al TT Isla de Man, donde quedó tercero en el TT ligero después de establecer la vuelta más rápida y en el GP de Alemania quedó cuarto por detrás de Carlo Ubbiali, Luigi Taveri y Remo Venturi.
Como solía ser costumbre en él, Baltisberger volvió al Gran Premio de Checoslovaquia, que aún no contaba para el campeonato mundial. El 26 de agosto, estaba a la cabeza de la carrera de 250 cc, pero cayó en la penúltima vuelta bajo una intensa lluvia y se estrelló contra un árbol, hiriéndolo de muerte. Póstumamente, también consiguió el título nacional alemán.

## Resultados en el Campeonato del Mundo
Sistema de puntuación desde 1950 hasta 1968:
| Posición | 1.º | 2.º | 3.º | 4.º | 5.º | 6.º |
| Puntos   | 8   | 6   | 4   | 3   | 2   | 1   |

### Carreras por año
(Carreras en negrita indica pole position, carreras en cursiva indica vuelta rápida)
| Año  | Cat.   | Equipo | 1       | 2     | 3       | 4      | 5     | 6       | 7     | 8       | 9     | Pts. | Pos. |
| ---- | ------ | ------ | ------- | ----- | ------- | ------ | ----- | ------- | ----- | ------- | ----- | ---- | ---- |
| 1951 | 350 cc | AJS    | ESP -   | SUI 7 | IOM -   | BEL -  | NED - | FRA -   | ULS - | NAT -   |       | 0    | –    |
| 1951 | 500 cc | Norton | ESP -   | SUI 7 | IOM -   | BEL -  | NED - | FRA -   | ULS - | NAT -   |       | 0    | –    |
| 1952 | 350 cc | AJS    | SUI Ret | IOM - | NED -   | BEL 23 | GER - | ULS -   | NAT - |         |       | 0    | –    |
| 1952 | 500 cc | BMW    | SUI -   | IOM - | NED -   | BEL -  | GER 6 | ULS -   | NAT - | ESP Ret |       | 1    | 18.º |
| 1953 | 500 cc | BMW    | IOM -   | NED - | BEL -   | FRA -  | ULS - | SUI 10  | NAT - | ESP Ret |       | 0    | –    |
| 1954 | 125 cc | NSU    |         | IOM 4 | ULS 3   |        | NED 4 | GER Ret |       | NAT -   | ESP - | 10   | 6.º  |
| 1954 | 250 cc | NSU    | FRA 4   | IOM 6 | ULS 2   | BEL 3  | NED - | GER -   | SUI - | NAT -   |       | 14   | 5.º  |
| 1955 | 250 cc | NSU    |         |       | IOM -   | GER -  |       | NED -   | ULS - | NAT 2   |       | 6    | 9.º  |
| 1955 | 350 cc | NSU    | ESP -   | FRA - | IOM -   | GER -  | BEL 7 | NED 7   | ULS - | NAT -   |       | 0    | –    |
| 1956 | 250 cc | NSU    | IOM 3   | NED - | BEL Ret | GER 4  | ULS - | NAT -   |       |         |       | 7    | 8.º  |
| 1956 | 350 cc | NSU    | IOM Ret | NED - | BEL -   | GER -  | ULS - | NAT -   |       |         |       | 0    | –    |